# Caprella gigantea
Caprella gigantea is een vlokreeftensoort uit de familie van de Caprellidae. De wetenschappelijke naam van de soort is voor het eerst geldig gepubliceerd in 1880 door Haller.